# Cigarette mentholée

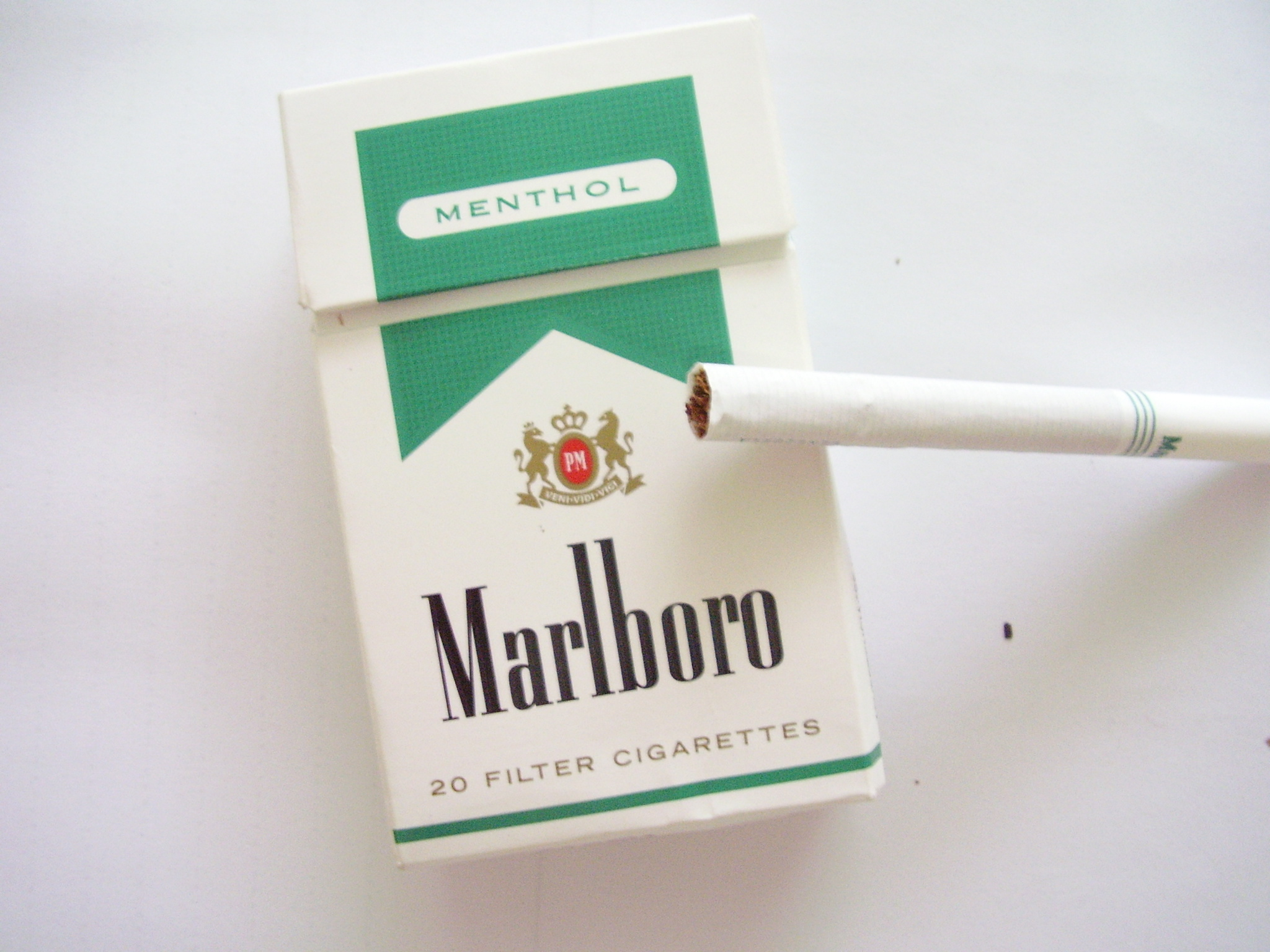
Paquet de cigarettes au menthol.

Une cigarette mentholée (ou cigarette au menthol) est une cigarette aromatisée au composé menthol, un additif fréquemment ajouté à certains produits du tabac

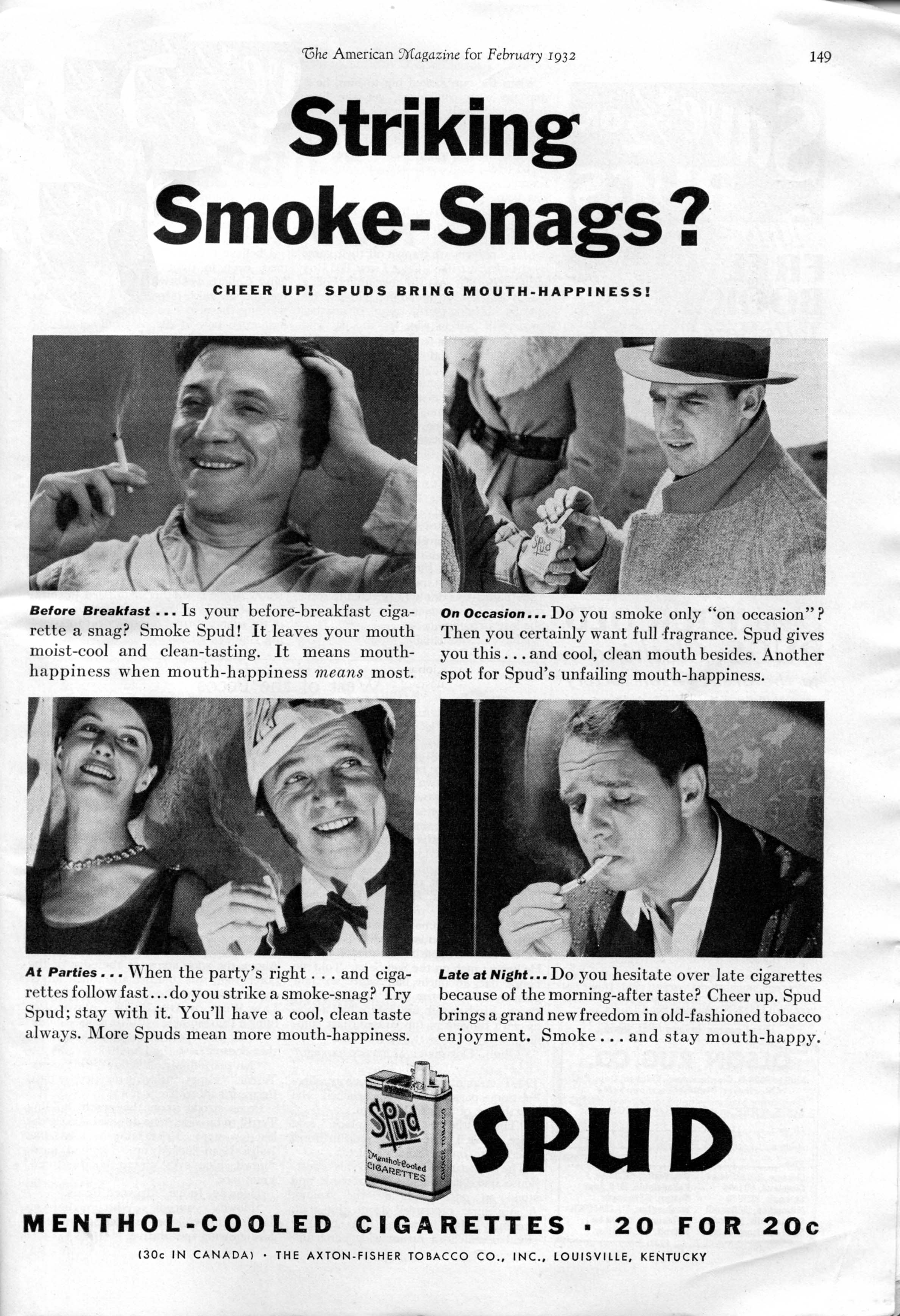
Publicité pour les cigarettes au menthol Spud dans The American Magazine (février 1932).

Les cigarettes mentholées ont été créées dans les années 1920 aux États-Unis.
C'est Lloyd « Spud » Hughes de Mingo Junction (Ohio) qui en déposa le brevet en 1924.
En 2008, les cigarettes mentholées représentaient 8 % des ventes de tabac en France. Elles représentent 29 % des ventes aux États-Unis en 2018 ; elles sont notamment très populaires dans les communautés afro-américaine et LGBT.

## Définition
Le menthol est fréquemment ajouté au tabac des cigarettes. Dans l'Union européenne, une cigarette est considérée comme mentholée si l'additif apporte un « arôme caractérisant ». En Suisse, une cigarette est dite « au menthol » lorsque le taux de menthol est supérieur à 0,3 % de la masse totale de tabac ; cette proportion peut atteindre 0,45 % de la masse totale pour certaines cigarettes.

## Recommandations de l'OMS
Les « directive partielles pour l'application des articles 9 et 10 » de la Convention-cadre de l'OMS pour la lutte antitabac recommandent la limitation ou l'interdiction des « ingrédients pouvant servir à améliorer le goût des produits du tabac ».

## Législation

### Brésil
Au Brésil, l’Agence nationale pour la protection de la santé (ANVISA) a interdit l’utilisation d’additifs dans les cigarettes et autres produits du tabac vendus dans le pays, par une décision prise le 13 mars 2012. Cela concerne également le menthol.
La législation brésilienne interdit donc l'utilisation du menthol comme additif, ceci même à des doses infimes, contrairement à l'Union européenne.
Cependant, la législation a été attaquée en justice par la filiale brésilienne de Philip Morris International et n'est pas encore en vigueur.

### Éthiopie
L'interdiction des cigarettes menthol est effective le 21 septembre 2015.
La mesure est cependant essentiellement préventive car le segment n'existait quasiment pas sur le marché.

### Canada
La vente de cigarettes aromatisées au menthol est définitivement interdite au Canada depuis le 1er octobre 2017 en vertu de la législation fédérale.
La Nouvelle-Écosse (31 mai 2015), l’Alberta (30 septembre 2015), le Nouveau-Brunswick (1er janvier 2016), le Québec (26 août 2016) et l’Ontario (1er janvier 2017) avaient déjà des interdictions similaires en vigueur au niveau provincial.
Ainsi, la Nouvelle-Écosse, le 31 mai 2015, a été le premier État du monde à rendre effective l'interdiction de vente de tabac mentholé.

### Union européenne et Royaume-Uni
À compter du 20 mai 2020, les cigarettes mentholées et aromatisées sont interdites dans tous les États de l'Union européenne, et au Royaume-Uni (qui avait transposé la directive européenne avant de quitter l'UE).
Cette législation est la transposition en droit national de la directive européenne tabac de 2014, laquelle interdit les « arômes caractérisants » dans les cigarettes et les tabacs à rouler dès cette époque, mais qui avait accordé un délai spécifique jusqu’au 20 mai 2020 pour le menthol.
L'interdiction ne concerne pas les autres produits du tabac (tabac chauffé, etc.), ni les produits dérivés du tabac vendus séparément (filtres contenant des capsules au menthol, papier aromatisé, etc.).
La société Rizla+ a également mis au point un procédé pour contourner la législation sur les cigarettes : des cartons mentholés à insérer dans un paquet de cigarettes ou de tabac à rouler qui imprègne les cigarettes d'un arôme mentholé en une heure.

### Turquie
L'interdiction des cigarettes menthol est effective le 20 mai 2020.

### Moldavie
L'interdiction des cigarettes menthol est effective en mai 2020.

### États-Unis
En 2009, une loi fédérale (Family Smoking Prevention and Tobacco Control Act) Pub.L. 111–31 interdit les cigarettes aux « arômes caractéristiques », mais le menthol est exempté.
En 2019, l'État du Massachusetts vote une loi interdisant la vente de cigarettes au menthol à partir du 1er juin 2020.
Une loi californienne devait interdire le tabac au menthol au 1er janvier 2021, mais son application a été reportée.

## Nocivité

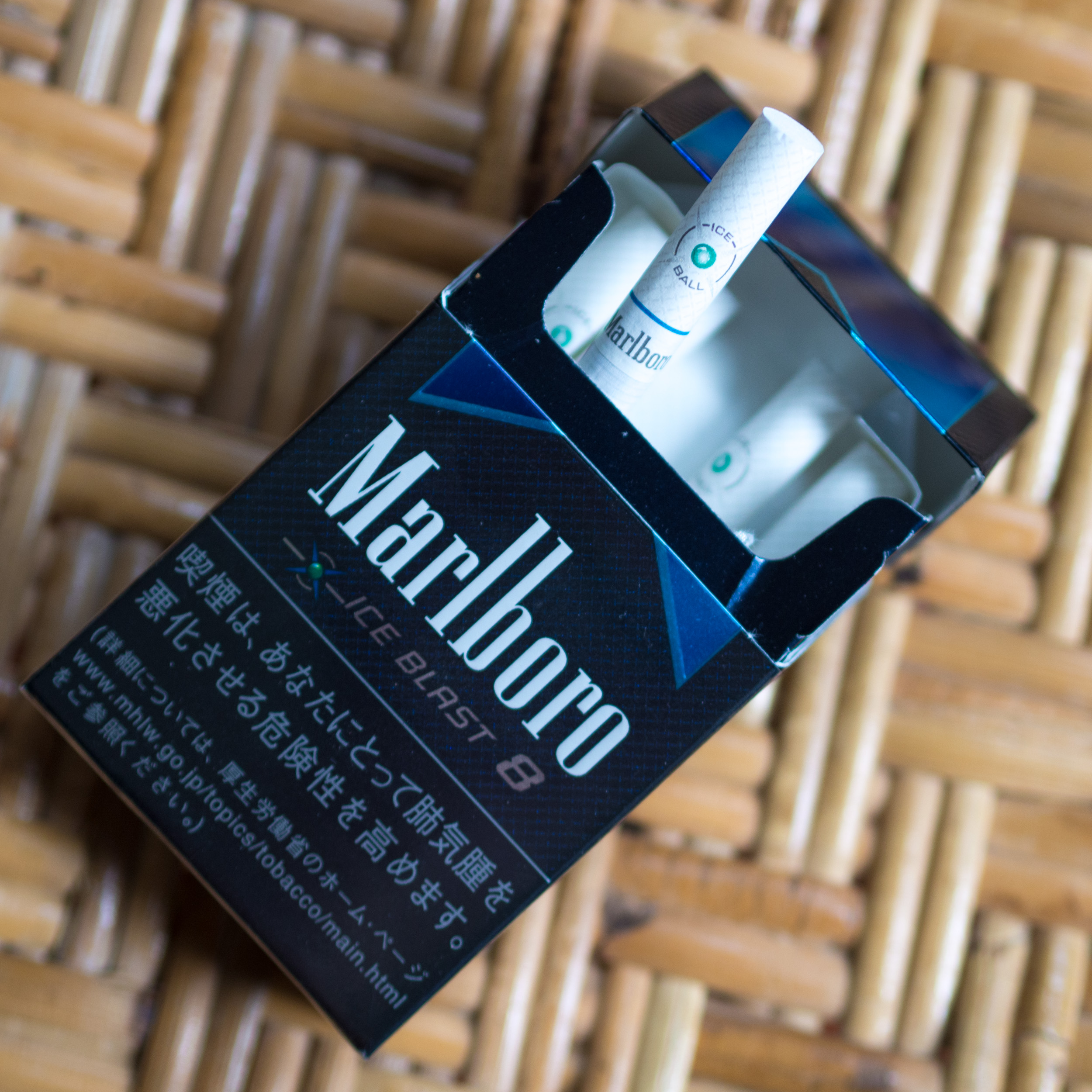
Marlboro Ice Blast contient une capsule qui libère un arôme menthol additionnel pouvant être déclenché par le fumeur au moment désiré.

Ces produits sont très utilisés, notamment par les jeunes, mais ils seraient selon certaines études encore plus nocifs que les cigarettes classiques.
Des chercheurs du Centre médical de l'université de Georgetown aux États-Unis ont montré que le menthol, un anesthésique local présent dans certaines cigarettes, désensibilise les récepteurs nicotiniques, permettant aux fumeurs de ne pas être irrités par la fumée et donc d'inhaler plus en profondeur. Cette étude démontre la nocivité de ces produits. En 2013, aux États-Unis, la Food and Drug Administration avait également caractérisé les cigarettes mentholées comme présentant « un risque de santé publique plus grand que les cigarettes non mentholées ».
Les cigarettes au menthol ont également un plus grand potentiel addictif.